# Benny Almebratt
Benny Almebratt, ursprungligen Andersson, född 13 mars 1931 i Göteborgs Oskar Fredriks församling, död 8 februari 2009 i Björketorps församling, Västra Götalands län, var en svensk scenmålare och mecenat. 
Benny Almebratt var son till målarmästaren Arne Gunnar Almebratt (1907–1966) och Anna Lisa, ogift Gren (1907–1991). Han gick till en början i faderns fotspår och blev målare, men kom till Stockholm där han började som påklädare åt Karl Gerhard och bland annat inredde teatrar och målade biografer. På 1990-talet instiftade han Almebrattska stiftelsen, som stöder personer i teater- och musikvärlden. 
Bland pristagarna finns Sif Ruud, Tomas von Brömssen och Kent Andersson. Benny Almebratt var stor bidragsgivare till Arvid Carlsson-fonden. Benny Almebratt var livskamrat med Dramatens planeringschef Göthe Ericsson (1925–2011). De är gravsatta i minneslunden på Björketorps kyrkogård.